# ماسکویوکی
ماسکویوکی (انگلیسی: Vaskojoki) رودخانه ای در فنلاند است که در پارک ملی لمن‌یوکی در لاپلند واقع شده‌است. طول آن ۱۱۰ کیلومتر (۶۸ مایل) است و به دریاچه پاتاری می‌ریزد، که سرانجام از طریق رودخانه یوتووانیوکی به دریای بارنتز می‌ریزد.